# Илия Луканов
Илия Луканов Лилов е български националреволюционер, деец на народнолибералната партия (стамболовисти) и държавник.

## Биография
Илия Луканов е роден през 1853 г. в град Ловеч. Той е третият син на семейството на поп Лукан Лилов. Брат е на Марин Поплуканов, Христо Луканов и Величка Хашнова. Учи в Ловеч при родолюбивия учител Никола Ковачев. В Търново усвоява занаята „шивачество“.

### Участие в националреволюционата борба
През 1870 г. заминава с Никола Чернокожев в гр. Одеса (Русия). Тук учи с малка руска правителствена стипендия в Одеската семинария. Поддържа кореспонденция с Васил Левски, Васил Радославов и Иван Драсов. Превежда от руски на български език труд по фортификация, който да послужи на бъдещите освободителни действия. В семинарията е близък приятел на Стефан Стамболов. Завършва образованието си и се завръща в Ловеч (1874). Тук е учител до 1877 г.
Включва се в националреволюционата борба. Заедно с Димитър Маринов-Панталонаджията, възстановява разстроения революциония комитет след гибелта на Васил Левски под името Втори Ловчански частен революционен комитет. Сътрудничи на апостолите на Гюргевския комитет – Стефан Стамболов и Панайот Волов. Поради действията на турската власт, комитета не успява да вдигне въстание през 1876 г.

### Политическа и държавна дейност
По време на Руско-турската война (1877-1878) е помощник на руския военен комендант на Ловеч – подполковник Евгений Спокойски-Францевич. Избран е за народен представител от гр. Трън в листата на Либералната партия при изборите за I обикновено народно събрание (1879). Бидейки на 26 години, заедно с д-р Константин Стоилов подава оставка и не встъпва в длъжността за да не нарушава Търновската конституция. Служител в Ловеч, Трън, Радомир и София. Народен представител в IV обикновено народно събрание (1884 – 1886). Председател е на парламентарна комисия.
След разцеплението на Либералната партия е деен член на Народнолибералната партия (стамболовисти). Участва активно в политическите борби между русофили и русофоби. Активен помощник, приближен другар и доверено лице на Стамболов. Главен секретар на Министерството на вътрешните работи (1887 – 1891) и градоначалник на София (1892 – 1894) по време на правителствата на Стефан Стамболов. Предупреждава Стамболов в подробности за готвения срещу него атентат, а след убийството му се оттегля от политическия живот (1895). Води скромно и незабележимо съществуване да смъртта си през 1923 г. в София